# Silvio Codas Gorostiaga
Silvio Codas Gorostiaga (nacido, el 28 de octubre de 1926 en Villarrica, Paraguay) fue un médico paraguayo especializado en neurocirugía. Fue el primer neurocirujano de Paraguay y es considerado el padre de la neuroanatomía en su país.
Nieto del primer Intendente Municipal de su ciudad natal, Cosme Codas Ynsfrán y bisnieto de Ramona Ynsfrán, residenta durante la Triple Alianza. 